# 証 (ZONEの曲)
「証」（あかし）は、日本のガールズロックバンド・ZONEのメジャー7作目（通算8作目）のシングル。

## 概要
- 前作「一雫」から約2ヶ月ぶり、アルバム『O』からの先行シングル。
- ジャケットと価格が異なる期間生産限定盤2種と通常盤の3形態で発売された。期間生産限定盤の2種の違いはカップリング曲の有無となっている。複数形態による発売は初の試みとなった。
- カップリング曲はテレビ朝日系列『小学生クラス対抗30人31脚全国大会2002』の公式テーマソングに起用された。カップリング曲のみタイアップが付くのは初、カップリング曲にもタイアップが付くのは「GOOD DAYS」以来6作ぶりとなった。
- オリコン初登場3位を獲得。3作連続、通算4作目のトップ3入りを果たした。
- プラネットチャートの週間シングルランキングでは、発売初週に3種累計で約5.6万枚を売り上げ、3位にランクインした。また盤別に集計したチャートでは、特殊盤が約3.3万枚を売り上げ6位に、廉価盤が約1.2万枚を売り上げ16位に、通常盤が約1.1万枚を売り上げ17位にランクインされた[1]。

## 収録曲
1. 証 [4:07]
作詞・作曲：町田紀彦
編曲：高橋katsu
ハードロックの要素を含んだ楽曲[2]。
2. For Tomorrow [4:01]
作詞：井田実
作曲：JUN
編曲：山原一浩
3. 証 (backing track) [4:10]
作曲：町田紀彦
編曲：高橋katsu
表題曲のバッキングトラックバージョン。
4. For Tomorrow (backing track) [3:57]
作曲：JUN
編曲：山原一浩
カップリング曲のバッキングトラックバージョン。

## タイアップ
- テレビ朝日系列スポーツ中継番組『小学生クラス対抗30人31脚全国大会2002』公式テーマソング (#2)

## 収録アルバム
- O (#1,2)
- E 〜Complete A side Singles〜 (#1)
- ura E 〜Complete B side Melodies〜 (#2)